# Переменовка
Переме́новка (каз. Переменовка) — село у складі Бородуліхинського району Абайської області Казахстану. Адміністративний центр Переменовського сільського округу.
Населення — 755 осіб (2021; 758 у 2009, 931 у 1999, 1348 у 1989).
Національний склад станом на 1989 рік:
- німці — 100 %